# Saint-Michel-de-Villadeix
Saint-Michel-de-Villadeix é uma comuna francesa na região administrativa da Nova Aquitânia, no departamento Dordonha. Estende-se por uma área de 14,33 km². Em 2010 a comuna tinha 317 habitantes (densidade: 22,1 hab./km²).